# Формула-1 — Гран-прі Туреччини 2007
Гран-прі Туреччини 2007 року — дванадцятий етап чемпіонату світу 2007 року з автоперегонів у класі Формула-1, відбувся з 26 по 28 серпня на трасі Істанбул Парк в Стамбулі (Туреччина). Перемогу на цих перегонах святкував бразильський гонщик Феліпе Масса з команди «Феррарі». Це був третій Гран-прі Туреччини і втретє він відбувався на цій же трасі.

## Перед гран-прі
Льюїс Хемілтон випереджував свого напарника по команді «Макларен» Фернандо Алонсо на 7 очок і посідав перше місце у таблиці чемпіонату світу. У Кубку конструкторів команда «Макларен» йшла попереду «Феррарі» з різницею у 19 очок, попри те, що на попередньому гран-прі (Гран-прі Угорщини) команда не отримала жодного очка через інцидент Алонсо-Хемілтон.

## Кваліфікація
Відбулася 25 серпня 2007 року. Погода: Сонячно. Сухо. Температура повітря: +350С, траси: +520С.
За поул-позишн змагалися пілоти «Феррарі» та «Макларена». Але як на вільних заїздах у п'ятницю зранку так і на суботній кваліфікації відчувалася деяка перевага «Феррарі». Тому поул отримав Феліпе Масса, а Ряйкконен лише через свою помилку на останньому заліковому колі, коли він трішки виїхав за узбіччя, не зміг поборотися за поул і посів третє місце. Друге і четверте місця посіли пілоти «Макларену» — Хемілтон та Алонсо відповідно. 

## Перегони
Старт перегонів пілоти «Макларену» провалили: Хемілтон не зміг втримати Ряйкконена, а Алонсо взагалі пропустив обох пілотів «Заубера». У подальшому перегони йшли досить спокійно: Масса лідирував майже весь час (окрім моментів, коли він заїжджав на піт-лейн), а Алонсо зміг випередити пілотів «Заубера» за рахунок того, що вони занадто рано пішли на піт-стоп.
Але за 15 кіл до фінішу вибухнула права передня покришка на боліді Хемілтона. Британець зміг доїхати до боксів та замінити колеса, але у підсумку він опинився лише на п'ятому місці.

## Цікаві факти
- Для дворазового чемпіона Фернандо Алонсо це гран-прі стало ювілейним - сотим.
- Після цього гран-прі всі четверо лідерів у заліку пілотів мали рівну кількість перемог на гран-прі у цьому сезоні — по три. Це пілоти команд «Макларен» та «Феррарі»: Хемілтон, Алонсо, Масса, Ряйкконен.
- У цьому гран-прі, як і на попередніх гран-прі Туреччини, перемогу святкував той пілот, який стартував з поулу.

## Класифікація

### Кваліфікація
|    | Пілот               | Команда            | 1 частина | 2 частина | 3 частина |
| -- | ------------------- | ------------------ | --------- | --------- | --------- |
| 1  | Феліпе Масса        | Феррарі            | 1:27.488  | 1:27.039  | 1:27.329  |
| 2  | Льюїс Хемілтон      | Макларен-Мерседес  | 1:27.513  | 1:26.936  | 1:27.373  |
| 3  | Кімі Ряйкконен      | Феррарі            | 1:27.294  | 1:26.902  | 1:27.546  |
| 4  | Фернандо Алонсо     | Макларен-Мерседес  | 1:27.328  | 1:26.841  | 1:27.574  |
| 5  | Роберт Кубіца       | Заубер-БМВ         | 1:27.997  | 1:27.253  | 1:27.722  |
| 6  | Нік Хайдфельд       | Заубер-БМВ         | 1:28.099  | 1:27.253  | 1:28.037  |
| 7  | Хейкі Ковалайнен    | Рено               | 1:28.127  | 1:27.784  | 1:28.491  |
| 8  | Ніко Росберг        | Вільямс-Тойота     | 1:28.275  | 1:27.750  | 1:28.501  |
| 9  | Ярно Труллі         | Тойота             | 1:28.318  | 1:27.801  | 1:28.740  |
| 10 | Джанкарло Фізікелла | Рено               | 1:28.313  | 1:27.880  | 1:29.322  |
| 11 | Ентоні Девідсон     | Супер Агурі-Хонда  | 1:28.304  | 1:28.002  |           |
| 12 | Марк Веббер         | Ред Булл-Рено      | 1:28.500  | 1:28.013  |           |
| 13 | Девід Култхард      | Ред Булл-Рено      | 1:28.395  | 1:28.100  |           |
| 14 | Рубенс Барікелло    | Хонда              | 1:28.792  | 1:28.188  |           |
| 15 | Дженсон Баттон      | Хонда              | 1:28.373  | 1:28.220  |           |
| 16 | Александр Вюрц      | Вільямс-Тойота     | 1:28.360  | 1:28.390  |           |
| 17 | Вітантоніо Ліуцці   | Торо Россо-Феррарі | 1:28.798  |           |           |
| 18 | Ральф Шумахер       | Тойота             | 1:28.809  |           |           |
| 19 | Такума Сато         | Супер Агурі-Хонда  | 1:28.953  |           |           |
| 20 | Себастьян Феттель   | Торо Россо-Феррарі | 1:29.408  |           |           |
| 21 | Адріан Сутіл        | Спайкер-Феррарі    | 1:29.861  |           |           |
| 22 | Сакон Ямамото       | Спайкер-Феррарі    | 1:31.479  |           |           |

### Перегони
|      | Пілот               | Команда            | Кіл | Час           | Старт | Очок |
| ---- | ------------------- | ------------------ | --- | ------------- | ----- | ---- |
| 1    | Феліпе Масса        | Феррарі            | 58  | 1:26:42.161   | 1     | 10   |
| 2    | Кімі Ряйкконен      | Феррарі            | 58  | +2.2          | 3     | 8    |
| 3    | Фернандо Алонсо     | Макларен-Мерседес  | 58  | +26.1         | 4     | 6    |
| 4    | Нік Хайдфельд       | Заубер-БМВ         | 58  | +39.6         | 6     | 5    |
| 5    | Льюїс Хемілтон      | Макларен-Мерседес  | 58  | +45.0         | 2     | 4    |
| 6    | Хейкі Ковалайнен    | Рено               | 58  | +46.1         | 7     | 3    |
| 7    | Ніко Росберг        | Вільямс-Тойота     | 58  | +55.7         | 8     | 2    |
| 8    | Роберт Кубіца       | Заубер-БМВ         | 58  | +56.7         | 5     | 1    |
| 9    | Джанкарло Фізікелла | Рено               | 58  | +59.4         | 10    |      |
| 10   | Девід Култхард      | Ред Булл-Рено      | 58  | +71.0         | 13    |      |
| 11   | Александр Вюрц      | Вільямс-Тойота     | 58  | +79.6         | 14    |      |
| 12   | Ральф Шумахер       | Тойота             | 57  | +1 коло       | 16    |      |
| 13   | Дженсон Баттон      | Хонда              | 57  | +1 коло       | 22    |      |
| 14   | Ентоні Девідсон     | Супер Агурі-Хонда  | 57  | +1 коло       | 11    |      |
| 15   | Вітантоніо Ліуцці   | Торо Россо-Феррарі | 57  | +1 коло       | 15    |      |
| 16   | Ярно Труллі         | Тойота             | 57  | +1 коло       | 9     |      |
| 17   | Рубенс Барікелло    | Хонда              | 57  | +1 коло       | 21    |      |
| 18   | Такума Сато         | Супер Агурі-Хонда  | 57  | +1 коло       | 17    |      |
| 19   | Себастьян Феттель   | Торо Россо-Феррарі | 57  | +1 коло       | 18    |      |
| 20   | Сакон Ямамото       | Спайкер-Феррарі    | 56  | +2 кола       | 20    |      |
| 21   | Адріан Сутіл        | Спайкер-Феррарі    | 54  | тиск пального | 19    |      |
| схід | Марк Веббер         | Ред Булл-Рено      | 10  | Гідравліка    | 12    |      |

Найшвидше коло: Кімі Ряйкконен — 1:27.295
Кола лідирування: Феліпе Масса — 55 (1-19, 22-42, 44-58); Льюїс Хемілтон — 1 (20); Хейкі Ковалайнен — 1 (21); Фернандо Алонсо — 1 (43).